# Гій Юрій Володимирович
Ю́рій Володи́мирович Гій (нар. 5 травня 1962, Львів) — радянський та український футболіст, захисник та півзахисник. Більшу частину кар'єри провів у «Буковині» (Чернівці), де є рекордсменом за кількістю зіграних поєдинків. Також виступав за «Карпати» (Львів) і «Ністру» (Атаки). Провів понад 600 офіційних матчів у складі різних команд, після завершення активної кар'єри гравця став футбольним тренером.

## Життєпис

### Клубна кар'єра
Юрій є вихованцем львівського футболу (перший тренер — відомий фахівець Анатолій Крощенко), однак велику частину свого спортивного життя віддав «Буковині». У червні 1979 року головним тренером чернівецької «Буковини» став майстер спорту СРСР Борис Рассихін. Саме під час сезону—79 у команді дебютував 17-річний гравець. Цікаво, що Борис Андрійович привіз зі Львова ще одного гравця — Івана Нагірного. Якщо Іван зіграв у «Буковині» кілька сезонів, то Юрій Гій став легендою «Буковини».
Вже у сезоні—80 молодий гравець продемонстрував результативну гру (8 голів), а «Буковина» стала срібним призером другої союзної ліги (5 зона). Через два роки чернівецька команда здобула «золото» другої ліги (6 зона). У 1983 році став капітаном чернівецької «Буковини». Капітанську пов'язку команди з Чернівців Юрій носив до 1989 року, а команда свою чергу знову ставала призером чемпіонату УРСР. До середини сезону 1985 Юрій діяв у півзахисті, однак у інтересах команди згодом розпочав грати у захисній ланці.
Сезон 1990 відіграв в рідних львівських «Карпатах», де разом з рідним братом провів дуже непоганий сезон. Однак команда не отримала можливості підвищитися в класі, зайняв 3 місце в зоні «Захід» другої ліги. У тому ж сезоні разом з командою їздив і в американське турне.
Після чого Гій повернувся у «Буковину», яка теж стала, як рідною і на відміну від «Карпат», завоювала підвищення (стала переможцем тієї ж зони) та дебютувала у першій союзній лізі. Дебют підопічних Юхима Школьникова був вдалим — 5 місце. Цікаво, що у 1991 році капітан «Буковини» зумів «розписатися» у воротах такої популярної команди, як «Зеніт» (Санкт-Петербург). Юрій Гій зумів забити чемпіонові СРСР-84 Михайлові Бірюкову, а чернівецька команда здолала «Зеніт» із рахунком 2:0.
Капітан «Буковини» став автором першого гола свого колективу у офіційних змаганнях Незалежної України (10 лютого 1992 року. Кубок України. «Поділля» — «Буковина» — 1:1, у серії післяматчевих пенальті кращими стали чернівчани). Також Юрій Гій є рекордсменом «Буковини» за кількістю зіграних офіційних матчів — 508 (26 голів).
У 1992 зіграв кілька матчів за болгарський клуб «Хасково», а у 1994, 1996—1998 роках виступав у клубі вищої ліги чемпіонату Молдови «Ністру» (Атаки), де двічі ставав фіналістом Кубку цієї країни. 

### Тренерська кар'єра
В 1999 році Юрій Володимирович розпочав тренерську кар'єру — другий тренер «Ністру» (Атаки). Впродовж 2000—2002 років був головним тренером рідної «Буковини». Під його керівництвом чернівчани за підсумками сезону 1999/2000 здобули путівку в першу лігу.
Після «Буковини» тренував спочатку як другий тренер, а потім вже як головний, команду «Ністру» (Атаки), яка в обох випадках ставала бронзовим призером чемпіонату Молдови та фіналістом Кубку країни. 
Працював другим тренером в тренерському штабі Богдана Блавацького в таких клубах, як: «Нива» (Вінниця) та «Енергетик» (Бурштин), а також в польських колективах «Спартакус» (Шароволя) та «Мотор» (Люблін). У вересні 2013 року Юрій Володимирович у складний період для чернівецької команди знову очолив тренерський місток «Буковини».
У червні 2015 залишив посаду головного тренера, але не залишив клуб, а працював тренером юнацької команди. Нині тренер ДЮФК «Спарта» (Чернівці).

## Досягнення

### Як гравця
- Переможець Чемпіонату УРСР (2): 1982, 1988.
- Срібний призер Чемпіонату УРСР (2): 1980, 1989.
- Срібний призер Першої ліги України (1): 1995/96.
- Фіналіст Кубка Молдови (2): 1994, 1997.
- Бронзовий призер Другої ліги СРСР (1): 1990.

### Як головного тренера
- Переможець Другої ліги України (1): 2000.
- Фіналіст Кубка Молдови (1): 2007.
- Бронзовий призер Чемпіонату Молдови (1): 2007.

як тренер
- Переможець Третьої ліги Польщі (1): 2010.
- Фіналіст Кубка Молдови (1): 2003.
- Бронзовий призер Чемпіонату Молдови (1): 2003.

## Освіта
Закінчив школу №55 у Львові на відмінно із золотою медаллю. Потім навчався в спецкласі ДЮСШ «Карпати». Намагався вступити до Львівського торгово-економічного університету та поєднувати футбол і науку. Має тренерський диплом УЄФА, категорії «A».

## Особисте життя
Брати: Олександр — також професійний футболіст та Ігор — теж займався футболом, однак під час одних із перших зборів отримав важку травму і відповідно професійну кар'єру так і не розпочав.